# Luigi Guglielmo di Bentheim e Steinfurt
Luigi Guglielmo, principe di Bentheim e Steinfurt (tedesco: Ludwig Wilhelm Fürst zu Bentheim und Steinfurt; Steinfurt, 1º agosto 1812 – Steinfurt, 28 settembre 1890), è stato un luogotenente generale reale hannoveriano e prussiano e principe di Bentheim-Steinfurt dal 3 novembre 1866 fino alla sua morte.

## Infanzia
Nacque a Burgsteinfurt, nell'allora elettorato di Brunswick-Lüneburg il 1º agosto 1812, primogenito del principe Alessio I di Bentheim e Steinfurt (1781-1866) e di sua moglie, la principessa Guglielmina di Solms-Braunfels (1793-1865), figlia del terzo principe di Solms-Braunfels, Guglielmo.

## Carriera militare
Dal 1844, Luigi Guglielmo fu reso Rittmeister à la suite del reggimento reale hannoveriano Garde du Corps fino a levarsi al grado di maggiore nel 1849. Nel 1855, Luigi Guglielmo fu creato tenente colonnello, colonnello nel 1859, maggior generale nel 1862, e luogotenente generale nel 1879.

## Carriera politica
Nel 1866, Luigi Guglielmo successe a suo padre come capo del casato principesco di Bentheim e Steinfurt. In quanto tale, diventò membro ereditario della camera dei signori prussiana e della Prima Camera della Dieta del Regno di Hannover. In seguito all'annessione dell'Hannover da parte della Prussia, Luigi Guglielmo fu al servizio come membro del consiglio provinciale westfaliano.
Al principio del 1875, Luigi Guglielmo diventò membro della camera dei signori württemberghese. Ereditò il seggio dallo zio senza figli Ferdinando di Solms-Braunfels morto nel 1873. Dopo il 1884, Luigi Guglielmo era rappresentato al consiglio provinciale westfaliano a Stoccarda da suo figlio, Alessio.

## Matrimonio e figli
Luigi Guglielmo sposò la langravia Berta d'Assia-Philippsthal-Barchfeld, figlia maggiore di Carlo, langravio d'Assia-Philippsthal-Barchfeld e della sua prima moglie, la principessa Augusta di Hohenlohe-Ingelfingen, il 27 giugno 1839 nel castello di Barchfeld. Luigi Guglielmo e Berta ebbero sei figli:
- principessa Adelaide di Bentheim e Steinfurt (17 maggio 1840 – 31 gennaio 1880)[1]

∞ 1879 langravio Guglielmo d'Assia-Philippsthal-Barchfeld (1831–1890)
- principessa Giuliana di Bentheim e Steinfurt (5 gennaio 1842 – 29 aprile 1878)[1]

∞ 1873 langravio Guglielmo d'Assia-Philippsthal-Barchfeld (1831–1890)
- principessa Maria di Bentheim e Steinfurt (26 ottobre 1843 – 22 gennaio 1931)[1]

∞ 1867 Luigi, principe di Sayn-Wittgenstein-Hohenstein (1831–1912)
- Alessio, principe di Bentheim e Steinfurt (17 novembre 1845 – 21 gennaio 1919)[1]

∞ 1881 principessa Paolina di Waldeck e Pyrmont (1855–1925)
- principe Carlo di Bentheim e Steinfurt (21 febbraio 1848 – 30 marzo 1854)[1]
- principe Giorgio di Bentheim e Steinfurt (28 giugno 1851 – 28 aprile 1939)[1]

∞ 1889 Gertrud Porth (1866–1942), creata Freifrau von Althaus da Ernesto II, duca di Sassonia-Coburgo e Gotha

## Ascendenza
|                                                                 |                                        |                                                             | Genitori                                                        |  |  | Nonni |  |  | Bisnonni                                     |  |  | Trisnonni                              |  |
|                                                                 |                                        |                                                             |                                                                 |  |  |       |  |  | Karl Paul Ernst, conte di Bentheim-Steinfurt |  |  | Friedrich, conte di Bentheim-Steinfurt |  |
|                                                                 |                                        |                                                             |                                                                 |  |  |       |  |  | Karl Paul Ernst, conte di Bentheim-Steinfurt |  |  | Friedrich, conte di Bentheim-Steinfurt |  |
|                                                                 |                                        | Franziska Charlotte zur Lippe-Detmold                       |                                                                 |  |  |       |  |  | Karl Paul Ernst, conte di Bentheim-Steinfurt |  |  |                                        |  |
| Ludwig, principe di Bentheim e Steinfurt                        |                                        |                                                             |                                                                 |  |  |       |  |  | Karl Paul Ernst, conte di Bentheim-Steinfurt |  |  |                                        |  |
|                                                                 |                                        | Charlotte Sophie von Nassau-Siegen                          | Friedrich Wilhelm II, principe di Nassau-Siegen                 |  |  |       |  |  |                                              |  |  |                                        |  |
|                                                                 |                                        | Charlotte Sophie von Nassau-Siegen                          | Friedrich Wilhelm II, principe di Nassau-Siegen                 |  |  |       |  |  |                                              |  |  |                                        |  |
|                                                                 |                                        | Charlotte Sophie von Nassau-Siegen                          | Sophie Polyxena zu Sayn-Wittgenstein und Hohenstein             |  |  |       |  |  |                                              |  |  |                                        |  |
| Alexius I, principe di Bentheim-Steinfurt                       |                                        | Charlotte Sophie von Nassau-Siegen                          |                                                                 |  |  |       |  |  |                                              |  |  |                                        |  |
|                                                                 |                                        | Friedrich, duca di Schleswig-Holstein-Sonderburg-Glücksburg | Philipp Ernst, duca di Schleswig-Holstein-Sonderburg-Glücksburg |  |  |       |  |  |                                              |  |  |                                        |  |
|                                                                 |                                        | Friedrich, duca di Schleswig-Holstein-Sonderburg-Glücksburg | Philipp Ernst, duca di Schleswig-Holstein-Sonderburg-Glücksburg |  |  |       |  |  |                                              |  |  |                                        |  |
|                                                                 |                                        | Friedrich, duca di Schleswig-Holstein-Sonderburg-Glücksburg | Christine von Sachsen-Eisenberg                                 |  |  |       |  |  |                                              |  |  |                                        |  |
| Juliane Wilhelmine von Schleswig-Holstein-Sonderburg-Glücksburg |                                        | Friedrich, duca di Schleswig-Holstein-Sonderburg-Glücksburg |                                                                 |  |  |       |  |  |                                              |  |  |                                        |  |
|                                                                 |                                        | Henriette Auguste zu Lippe-Detmold                          | Simon Henrich Adolph, conte di Lippe-Detmold                    |  |  |       |  |  |                                              |  |  |                                        |  |
|                                                                 |                                        | Henriette Auguste zu Lippe-Detmold                          | Simon Henrich Adolph, conte di Lippe-Detmold                    |  |  |       |  |  |                                              |  |  |                                        |  |
|                                                                 |                                        | Henriette Auguste zu Lippe-Detmold                          | Johannette Wilhelmine von Nassau-Idstein                        |  |  |       |  |  |                                              |  |  |                                        |  |
| Ludwig, principe di Bentheim-Steinfurt                          |                                        | Henriette Auguste zu Lippe-Detmold                          |                                                                 |  |  |       |  |  |                                              |  |  |                                        |  |
|                                                                 | Ferdinand, principe di Solms-Braunfels | Friedrich Wilhelm, principe di Solms-Braunfels              |                                                                 |  |  |       |  |  |                                              |  |  |                                        |  |
|                                                                 | Ferdinand, principe di Solms-Braunfels | Friedrich Wilhelm, principe di Solms-Braunfels              |                                                                 |  |  |       |  |  |                                              |  |  |                                        |  |
|                                                                 | Ferdinand, principe di Solms-Braunfels | Magdalene Henriette von Nassau-Weilburg                     |                                                                 |  |  |       |  |  |                                              |  |  |                                        |  |
| Wilhelm, principe di Solms-Braunfels                            | Ferdinand, principe di Solms-Braunfels |                                                             |                                                                 |  |  |       |  |  |                                              |  |  |                                        |  |
|                                                                 |                                        | Sophie Christine zu Solms-Laubach                           | Christian August, conte di Solms-Laubach                        |  |  |       |  |  |                                              |  |  |                                        |  |
|                                                                 |                                        | Sophie Christine zu Solms-Laubach                           | Christian August, conte di Solms-Laubach                        |  |  |       |  |  |                                              |  |  |                                        |  |
|                                                                 |                                        | Sophie Christine zu Solms-Laubach                           | Elisabeth zu Isenburg-Büdingen-Birstein                         |  |  |       |  |  |                                              |  |  |                                        |  |
| Wilhelmine zu Solms-Braunfels                                   |                                        | Sophie Christine zu Solms-Laubach                           |                                                                 |  |  |       |  |  |                                              |  |  |                                        |  |
|                                                                 |                                        | Karl Ludwig, conte di Salm-Grumbach-Dhaun                   | Karl Walrad Wilhelm, conte di Salm-Grumbach                     |  |  |       |  |  |                                              |  |  |                                        |  |
|                                                                 |                                        | Karl Ludwig, conte di Salm-Grumbach-Dhaun                   | Karl Walrad Wilhelm, conte di Salm-Grumbach                     |  |  |       |  |  |                                              |  |  |                                        |  |
|                                                                 |                                        | Karl Ludwig, conte di Salm-Grumbach-Dhaun                   | Juliane Franziska von Proesing-Limpurg                          |  |  |       |  |  |                                              |  |  |                                        |  |
| Auguste zu Salm-Grumbach-Dhaun                                  |                                        | Karl Ludwig, conte di Salm-Grumbach-Dhaun                   |                                                                 |  |  |       |  |  |                                              |  |  |                                        |  |
|                                                                 |                                        | Marianne zu Leiningen                                       | Carl Friedrich Wilhelm, principe di Leiningen                   |  |  |       |  |  |                                              |  |  |                                        |  |
|                                                                 |                                        | Marianne zu Leiningen                                       | Carl Friedrich Wilhelm, principe di Leiningen                   |  |  |       |  |  |                                              |  |  |                                        |  |
|                                                                 |                                        | Marianne zu Leiningen                                       | Christiane zu Solms-Rödelheim-Assenheim                         |  |  |       |  |  |                                              |  |  |                                        |  |
|                                                                 |                                        | Marianne zu Leiningen                                       |                                                                 |  |  |       |  |  |                                              |  |  |                                        |  |

## Titoli e trattamento
- Dal 1 agosto 1812 al 3 novembre 1866: "sua altezza serenissima" il principe ereditario di Bentheim e Steinfurt
- Dal 3 novembre 1866 al 28 settembre 1890: "sua altezza serenissima" il principe di Bentheim e Steinfurt